# Mwangata
Mwangata ist ein Verwaltungsbezirk (englisch Ward) des Distrikts Iringa (MC) in der tansanischen Region Iringa.

## Geografie
Mwangata liegt im südlichen Hochland von Tansania, es ist ein Stadtteil im Westen der Regionshauptstadt Iringa. Der Bezirk grenzt im Norden an Mkwawa, im Osten an Kwakilosa, im Süden an Mlandege und im Südwesten an Isakalilo. Bei der Volkszählung 2022 lebten 24.673 Menschen in 6504 Haushalten auf einer Fläche von 14 Quadratkilometern.

## Gliederung
Der Bezirk besteht aus elf Stadtteilen (swahili Mtaa):
- Kigamboni
- Kisiwani
- Mawelewele
- Ngelewala
- Isoka A
- Isoka B
- Mwangata A
- Mwangata B
- Mwangata C
- Mwangata D
- Muungano

## Infrastruktur
- Bildung: Im Bezirk liegen drei weiterführende Schulen.[8] Die Mawelewele Secondary School ist eine staatliche Tagesschule mit einer Ausbildung bis zur 6. Stufe.[9] Die Sun Secondary School ist eine Privatschule, die Tagesschüler bis zur 4. Stufe ausbildet,[10] die Scim Polytech Secondary School wird von der römisch-katholischen Kirche geführt und bildet Internatsschüler bis zur 4. Stufe aus.[11]
- Gesundheit: In Mwangata befindet sich ein Distriktkrankenhaus.[12]